# René Pijnen
René Pijnen (n. 3 septembrie 1946, Woensdrecht, Brabantul de Nord, Țările de Jos) este un ciclist olandez, medaliat olimpic. A participat la o ediție a Jocurilor Olimpice (1968) în care a câștigat o medalie de aur.